# Nieuwe Amstelbrug
Le Nieuwe Amstelbrug (« Nouveau Pont sur l'Amstel » en néerlandais) ou Ceintuurbaanbrug est un pont situé au sud d'Amsterdam aux Pays-Bas. Il enjambe le fleuve Amstel et relie le quartier du Pijp, dans le prolongement de Ceintuurbaan, à la Weesperzijde (Watergraafsmeer). 
Inauguré en 1903, il a été conçu par l'architecte néerlandais Hendrik Petrus Berlage à qui l'on doit également le Berlagebrug situé plus au sud. L'une des particularités du pont est de ne pas déboucher directement sur une rue du côté est, ce qui contraint les usagers à suivre un virage vers la gauche une fois le pont traversé.